# Namibijská ragbyová reprezentace

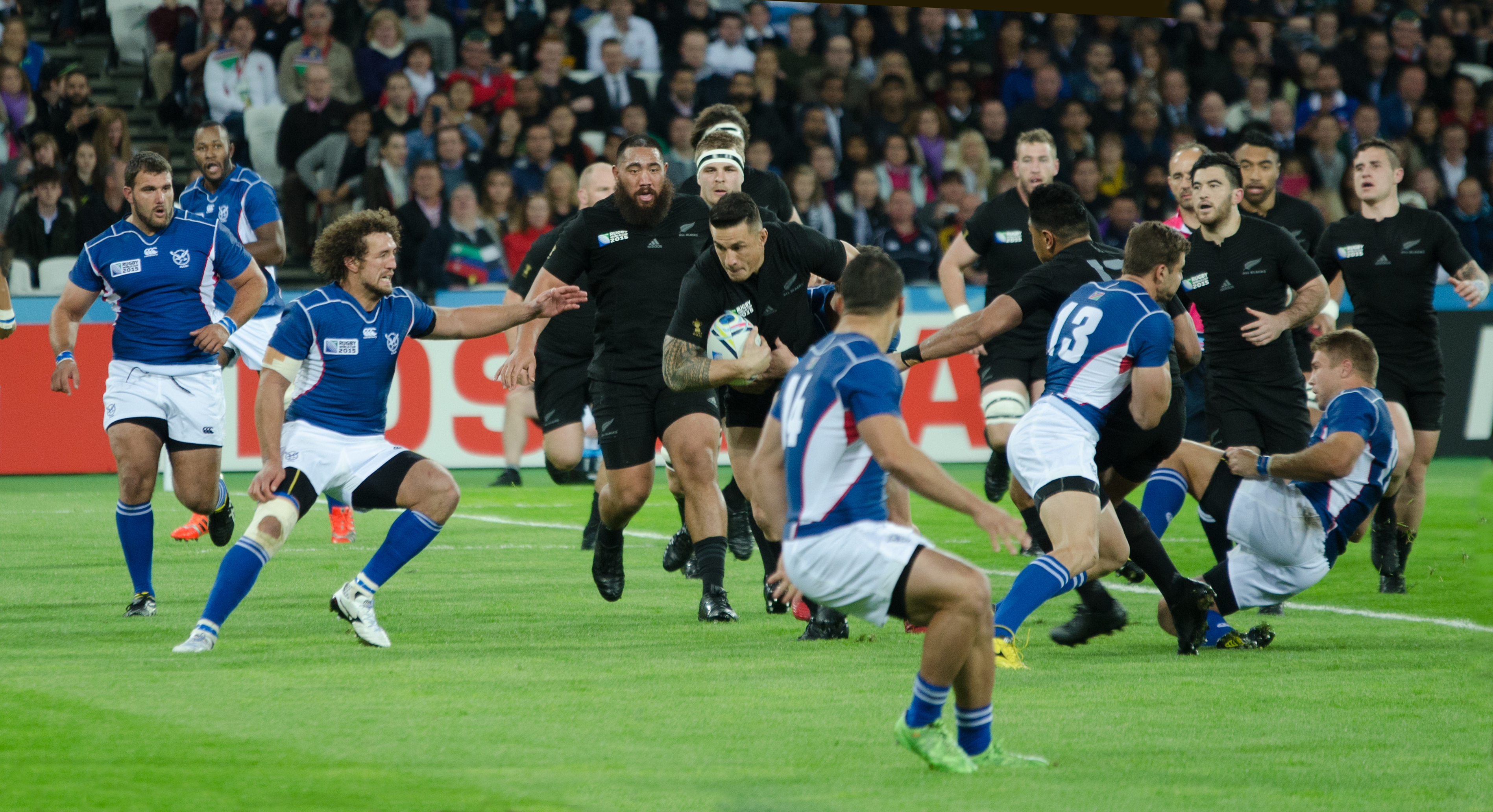
Zápas mezi Novým Zélandem a Namibií na mistrovství světa v rugby 2015

Namibijská ragbyová reprezentace reprezentuje Namibii na turnajích rugby union. Od roku 1999 nechyběli reprezentanti Namibie na žádném MS v rugby. Nejlepší výsledek si připsali na MS 2019, kde skončili ve skupině předposlední s dvěma body v tabulce. Zápas s posledním týmem skupiny Kanadou Namibie neodehrála kvůli tajfunu. Africký celek skončil lépe než tým ze Severní Ameriky, protože měl v porovnání s Kanadou lepší skóre ze zápasů proti Itálii, Jihoafrické republice a Novému Zélandu. Na MS 2015 si připsali do tabulky bod za prohru 16:17 s Gruzií. K 16. 10. 2023 jim patřilo ve světovém ragbyovém žebříčku 21. místo.